# Вагонозавод
Вагонозавод — железнодорожная станция Свердловской железной дороги в городеНижнем Тагиле Свердловской области России. Станция служит вспомогательным сортировочным пунктом направления Нижний Тагил — Алапаевск. Станция служит сортировочным пунктом для грузовых составов. От станции отходит ответвление путей к заводам «Уралхимпласт» и «Уралвагонзаводу». На станции имеется небольшой деревянный вокзал с одной билетной кассой и одним залом ожидания, рядом находятся здание диспетчерской и склад. Рядом со станцией, по путепроводу над железнодорожными путями проходит городская улица Северное шоссе.

## Интересный факт
Посёлок Красный Бор при станции Вагонозавод является самым маленьким жилым районом Нижнего Тагила по населению, там проживает всего один человек.